# Gerhard Schneemann
Gerhard Schneemann (* 12. Februar 1829 in Wesel; † 20. November 1885 in Kerkrade) war ein deutscher Theologe, Kirchenhistoriker und Jesuit.

## Leben
Gerhard Schneemann besuchte die Vereinigte höhere Bürgerschule und Gelehrtenschule seiner Heimatstadt, an der er aufgrund seiner außerordentlichen Begabung bereits als 16-Jähriger 1845 das Abitur ablegte. Im selben Jahr nahm er das Studium der Rechtswissenschaft auf. 1848 wechselte schon zum Studium der Theologie in Bonn und trat 1849 in das Priesterseminar in Münster ein. 1850 wurde er zum Diakon geweiht. Bei seinem anschließenden einjährigen Studienaufenthalt am Collegium Germanicum in Rom widmete er sich vorwiegend der Philosophie.
Schneemann trat er 1851 den Jesuiten bei und wurde am 22. Dezember 1856 zum Priester geweiht. Bis 1858 war er als Seelsorger in Köln und von 1858 bis 1862 als Lehrer der Philosophie für die Ordensbrüder in Bonn und in der Jesuiten-Kommunität Aachen tätig. Nachdem die Jesuiten 1863 die Abtei Maria Laach erworben und dort ein „Collegium Maximum“ eingerichtet hatten, übernahm Schneemann dessen Professur der Kirchengeschichte und des Kirchenrechtes, die er bis 1869 innehatte. Neben seiner Lehrtätigkeit war er als Bibliothekar tätig und veröffentlichte zahlreiche kirchengeschichtliche Schriften. Gemeinsam mit Florian Riess war Schneemann Herausgeber von zwei Broschüren-Reihen zum Syllabus errorum und über das Erste Vatikanische Konzil, die mit dem Untertitel „Stimmen aus Maria Laach“ die Vorläufer der gleichnamigen Zeitschrift waren, zu deren Mitbegründern Schneemann zählte. Er schrieb ferner für die Zeitschrift Die katholischen Missionen.
Durch den Kulturkampf ab 1872 aus Maria Laach vertrieben, lebte Schneemann zunächst auf Schloss Exaten bei Roermond (Niederlande), wohin im selben Jahr das Noviziat der deutschen Jesuiten umzog, dann auf Schloss Tervuren bei Brüssel, wo die Redaktion der Stimmen aus Maria Laach Zuflucht gefunden hatte, und zuletzt auf Schloss Bleijenbeek bei Bergen (Niederlande). Von 1879 bis 1885 war er Schriftleiter der Stimmen aus Maria Laach. Nachdem sein Ordensoberer ihn von seinen Lehrtätigkeiten entlastet hatte, konnte er sich bis zu seinem Tod vor allem dogmengeschichtlichen Studien widmen. Franz Heinrich Reusch beschrieb Schneemann als einen „der eifrigsten und gewandtesten Verteidiger der päpstlichen Unfehlbarkeit“.

## Schriften (Auswahl)
- Das Römische Trier und die Umgegend nach den Ergebnissen der bisherigen Funde. Lintz, Trier 1852.
- Studien über die Honorius-Frage. Herder, Freiburg 1864.
- Die kirchliche Lehrgewalt. Herder, Freiburg 1868.
- Der Jesuitenorden. Seine Gesetze, Werke und Geheimnisse. Eine Beleuchtung nach den Quellen. Pustet, Regensburg 1872.
- Non possumus. Wir können nicht nachgeben. Eine Kritik der preußischen Maigesetze, nebst Angabe derjenigen katholischen Dogmen, welche durch dieselben verletzt werden. Habbel, Amberg 1874.
- Die Entstehung der thomistisch-molinistischen Kontroverse. Dogmengeschichtliche Studie. Herder, Freiburg 1879.
- Weitere Entwicklung der thomistisch-molinistischen Controverse. Dogmengeschichtliche Studie. Herder, Freiburg 1880.
- Controversiarum de divina gratia liberique arbitrii concordiae, initiae et progressus. Herder, Freiburg 1881 (Übersetzung des lateinischen Titels: Die Anfänge und die Entwicklung der Kontroversen über die Übereinstimmung von göttlicher Gnade und freiem Willen).
- Die Kanones und Beschlüsse des hochheiligen Oekumenischen und Allgemeinen Vaticanischen Concils / Sacrosancti Oecumenici et Generalis Concilii Vaticani Canones et Decreta. Deutsch-lateinische Ausgabe. Mit den hauptsächlichsten conciliarischen Actenstücken, einer statistischen Uebersicht der katholischen Hierarchie und einer historisch-dogmatischen Einleitung. Herder, Freiburg 1871; darin §§ 4–23 zur Vorgeschichte und zum Ablauf des Konzils (S. VIII–XLIV).
  - 2. Aufl. unter dem Titel: Lateinisch-deutsche Handausgabe der Decrete und der hauptsächlichen Acten des hochheiligen ökumenischen Vaticanischen Concils. Mit einer geschichtlich-dogmatischen Einleitung und einer Uebersicht der katholischen Hierarchie zur Zeit des Concils. Herder, Freiburg 1895.